# تاريخ فنلندا
ارتبط تاريخ فنلندا - على الأقل المسجل منه - في جزء كبير منه بتاريخ الدول المتاخمة لها، فقد ميزت العلاقات مع هذه الدول تطور فنلندا حتى أوائل القرن العشرين. ما يزال الغموض يكتنف أصول سكان فنلندا. وفقًا لبعض النظريات جاء الفنلنديون من مناطق في روسيا الحالية، في حين يرى آخرون أنهم قد أتوا من أوروبا الوسطى.

## ما قبل التاريخ
أوضحت الاكتشافات الأثرية أن الأراضي قد أهلت بالبشر منذ عام 8000 ق.م. بعد سنة 6500 ق.م انتشرت بالمنطقة «ثقافة سووموسيارفي» وهو شعب من الصيادين القاطفين. حوالي العام 4200 ق.م حل مكان هذا الشعب قوم لا نعرف عنه سوى أنه كانوا منتجين مهرة للمزهريات والأواني الفخارية. ومن المرجح أن أصل اللغة الفنلندية يعود إلى هذه الفترة. كلا اللغتين الفنلندية والسامية من اللغات الفينية الأوغرية المتفرعة عن لغات أورالية.
بعد سنة 2500 ق.م استقرت شعوب من المزارعين ومربي الماشية أصلهم من الأراضي جنوب خليج فنلندا. تأثرت اللغة الفنلندية باللغات البلطيقية (الهندو أوروبية) في حين ابتعدت اللغة السامية تدريجياً عن الفنلندية.
بدأ العصر البرونزي حوالي 1500 ق.م وانتشر من الغرب نحو الشرق. بعد سنة 300 قبل الميلاد بدأ العصر الحديدي. يرجع تاريخ التحف المكتشفة سواءً المستوردة منها والمحلية إلى هذه الفترة.
من 100 ق.م بدأت الأعمال التجارية مع أوروبا الوسطى، ولهذه الفترة يعود تاريخ العديد من القطع الأثرية الرومانية.

## العصور الوسطى

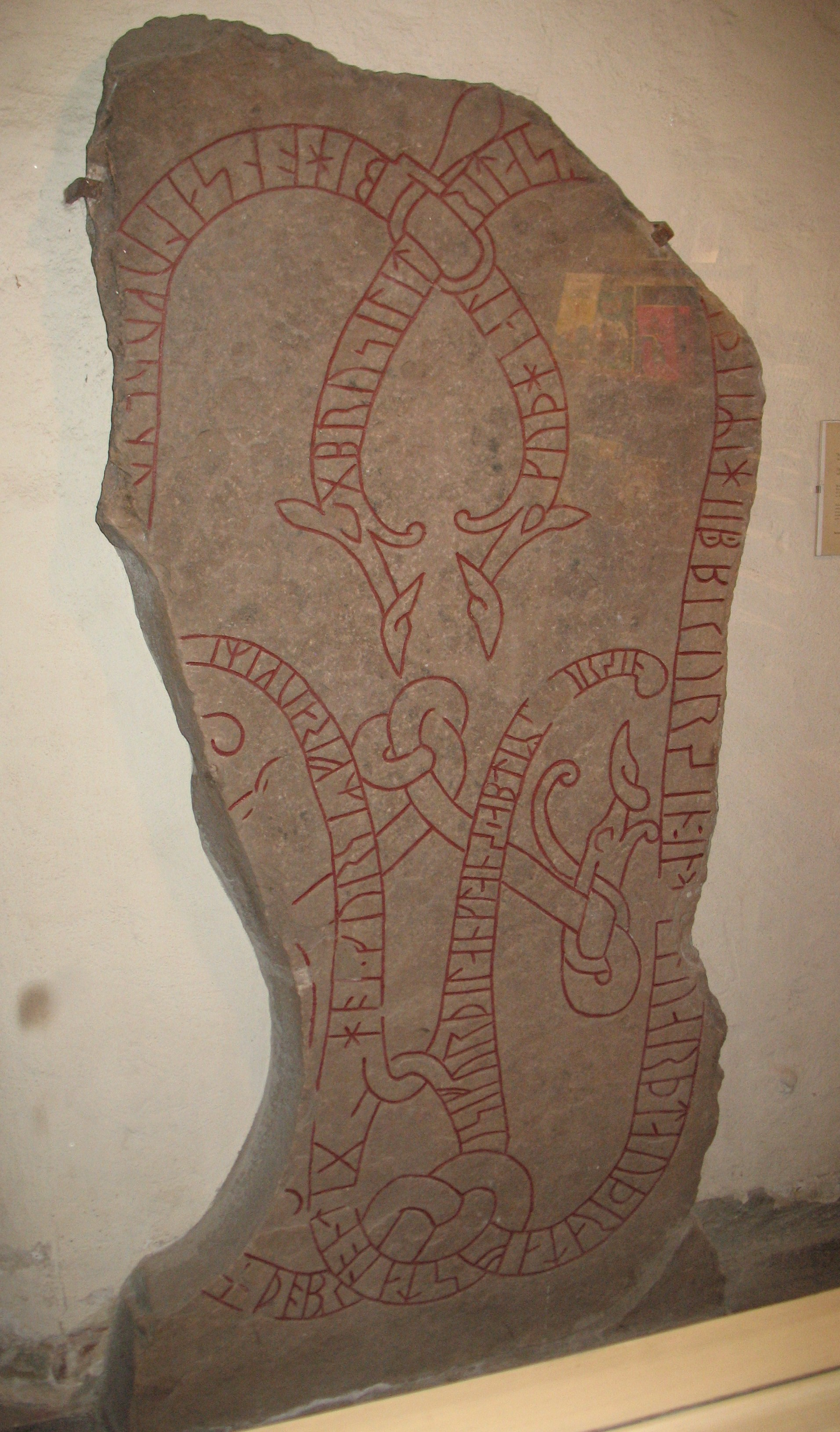
قطعة أثرية توثق فايكنغي سويدي بأوائل القرن الحادي عشر وقد لقي حتفه في فنلندا، وربما خلال غارة.

كان الاتصال بين السويد وما يعرف اليوم بفنلندا وثيقاً حتى في عصور ما قبل المسيحية- عرف الفينيون الفايكنغ لمشاركتهم إيـّأهم سواءً بالتجارة أو بالنهب. ليس ثمت دليل مقبول عموماً على وجود مستوطنة للفايكنغ في البر الرئيسي الفنلندي، رغم أن بعض الاكتشافات في بوهيانما الجنوبية أثارت الجدل. ربما تواجدت مستوطنة سويدية على جزر أولان خلال فترة الفايكنغ. لكن بعض الباحثين يعتقدون بأن الأرخبيل قد هـُجر خلال القرن الحادي عشر. ثم أعاد السويديون استيطان أولان خلال القرن الثاني عشر.
وفقاً للاكتشافات الأثرية، نالت المسيحية موطئ قدم لها في فنلندا خلال القرن الحادي عشر. استناداً للعدد القليل جداً من الوثائق المكتوبة المتبقية، كانت الكنيسة في فنلندا ما تزال في مراحلها المبكرة في القرن الثاني عشر. وصفت أساطير قروسطية متأخرة قيام إريك التاسع ملك السويد (الملقب بالقديس) صحبة الأسقف هنريك بحملة صليبية لغزو وتنصير فنلندا في منتصف الخمسينات من القرن الثاني عشر. في أوائل القرن لثالث عشر، أصبح الأسقف توماس أول أسقف لفنلندا. طمعت العديد من القوى العلمانية بوضع الفينيين تحت سلطانهم. كان تلك هي السويد والدنمارك وجمهورية نوفغورود في شمال غرب روسيا وربما حتى التنظيمات الصليبية الألمانية. كان للفينيين زعماء قبائلهم، ولكن على الأرجح لم تكن هنالك سلطة مركزية. تشير الروايات الروسية لوجود صراع بين نوفغورود والقبائل الفينية من القرن الحادي عشر أو الثاني عشر حتى أوائل القرن الثالث عشر.
كان يقصد باسم «فنلندا» أصلاً المقاطعة الجنوبية الغربية فقط. أوسترلاند (و تعني الأرض الشرقية، بالفنلندي إيتاما) هو الاسم الأصلي للجزء الشرقي للمملكة السويدية، ولكن في القرن الخامس عشر بدأ استخدام اسم فنلندا بالفعل كمرادف لأوسترلاند. لم يتطور مفهوم «البلاد» الفنلندية بالمعنى الحديث إلا ببطء بين القرنين الخامس عشر والثامن عشر.
أسس الوصي السويدي بيرغر يارل الحكم السويدي في فنلندا عبر الحملة الصليبية الثانية على فنلندا عام 1249، والتي استهدفت هامي المرتدة عن المسيحية. سيطرت نوفغورود على كاريليا، المنطقة التي يسكنها ناطقون بلهجات فنلندية شرقية. إلا أن السويد استولت على كاريليا الغربية بحملتها الصليبية الثالثة في سنة 1293. منذ ذلك الحين اعتبر الكاريليون الغربيون جزءاً من النطاق الثقافي الغربي، في حين يعود الكاريليون الشرقيون ثقافياً إلى روسيا والأرثوذكسية. بينما ظل الكاريليون الشرقيون لغوياً وعرقياً وثيقي الصلة بالفينيين فإن الكثيرين يعتبرونهم قوماً في حد ذاتهم. وهكذا، انتقلت الحدود الشمالية بين الكاثوليك والأرثوذكس لتتواجد على الحدود الشرقية لما سيصبح فنلندا بموجب معاهدة نوتيبورغ في سنة 1323.
خلال القرن الثالث عشر، اندمجت فنلندا ضمن الحضارة الأوروبية القروسطية. وصل الرهبان الدومينيكان إلى فنلندا حوالي العام 1249 وقد أتوا ليمارسو نفوذاً كبيراً. في بدايات القرن الرابع عشر ظهرت أولى الوثائق لطلاب فنلنديين في السوربون. في الجزء الجنوبي الغربي من البلاد تطورت مستوطنة حضرية لتصبح توركو. كانت توركو إحدى أكبر المدن في مملكة السويد، وشملت ضمن سكانها أعداداً من التجار والحرفيين الألمان. عدا ذلك فإن درجة التحضر كانت متدنية جداً في فنلندا القرون الوسطى. تواجدت في جنوب فنلندا والمنطقة الساحلية الطويلة لخليج بوتنيا مستوطنة زراعية متفرقة نظمت كأبرشيات والقلاع. عاشت في أجزاء أخرى من البلاد أعداد قليل من قومية سامي الصيادين البريين والمائيين والمزارعين أصحاب الحيازات الصغيرة. وقد استغلهم جامعو الضرائب الفنلنديون والكريليون. خلال القرنين الثاني عشر والثالث عشر، انتقلت أعداد كبيرة من المستوطنين السويديين إلى سواحل فنلندا الجنوبية والشمالية الغربية وإلى جزر أولاند وإلى الأرخبيل بين توركو جزر أولاند: في هذه المناطق يـُتـَحدث باللغة السويدية على نطاق واسع حتى يومنا هذا. صارت السويدية لغة عـِـليـَـة القوم في أجزاء أخرى كثيرة من فنلندا كذلك.
تأسست أسقفية توركو خلال القرن الثالث عشر. كانت كاتدرائية توركو مركز عبادة القديس هنري، وبطبيعة الحال مركز الأسقفية الثقافي. امتلك الأسقف السلطة الكنسية على جزء كبير من أرض فنلندا الحالية وعادةً ما كان الرجل الأقوى هناك. كان الأساقفة غالباً من الفينيين، في حين كان قادة القلاع على الأغلب من النبلاء الإسكندنافيين أو الألمان. في سنة 1362 استدعي ممثلون عن فنلندا للمشاركة في انتخاب ملك السويد. غالباً ما تعتبر تلك السنة بداية اندماج فنلندا بمملكة السويد. كما هو الحال في الجزء الإسكندنافي من المملكة، طبقة نبلاء تألفت من النخبة والفلاحين القادرين على تسليح رجل وحصان. وقد تركز هؤلاء في الجزء الجنوبي من فنلندا.
حرس حصن فيبورغ القوي حدود فنلندا الشرقية. وقعت السويد ونوفغورود على معاهدة نوتيبورغ سنة 1323، إلا أن ذلك لم يدوم طويلا. فمثلاً، نظم الملك السويدي ماغنوس الرابع في عام 1348 حملة صليبية فاشلة ضد الأرثوذكس «المهرطقين»، فانصرف عنه أنصاره وفقد عرشه في النهاية. كان موضع النزاع بين السويد ونوفغورود هو الخط الساحلي الشمالي لخليج بوتنيا ومناطق سافو البرية في شرق فنلندا. فقد اعتبرتها نوفغورود مناطق صيد مائي وبري عائدة إلى أراضيها الكريلية، محتجة على التغلغل البطيء للمستوطنين الكاثوليك من الغرب. اندلعت غارات واشتباكات من حين لآخر بين السويديين والنوفغوروديين خلال نهاية القرن الرابع عشر وفي الخامس عشر، ولكن ساد سلام هش لمعظم الوقت. كما كانت تحدث توترات داخلية. خلال ثمانينات القرن الرابع عشر جلبت حرب أهلية في الجزء الإسكندنافي من المملكة الاضطراب إلى فنلندا كذلك. كانت مارغريتي الأولى ملكة الدانمرك هي المنتصر في هذا الصراع، والذي وضع الممالك الإسكندنافية الثلاث السويد والدنمارك والنرويج تحت حكمها (اتحاد كالمار) في عام 1389. اتسمت ال130 عاماً المقبلة أو أكثر بمحاولات من قبل فصائل سويدية مختلفة للخروج من الاتحاد. وتورطت فنلندا أحياناً في هذه الصراعات، ولكن بصفة عامة يبدو القرن الخامس عشر أنه قد شهد ازدهاراً نسبياً تميز بالنمو السكاني والتنمية الاقتصادية. ولكن بنهايات القرن، بات الوضع على الحدود الشرقية أكثر توتراً. فقد استولت إمارة موسكوفيا على نوفغورود، ممهدة الطريق لروسيا موحدة، وسرعان ما نشبت التوترات مع السويد. فاندلعت الحرب بين السويد وروسيا بين عامي 1495–1497. صمدت فيبورغ المدينة الحصن في وجه الحصار الروسي: وفقاً لأسطورة معاصرة فإنها أنقذت بمعجزة.

## القرن السادس عشر

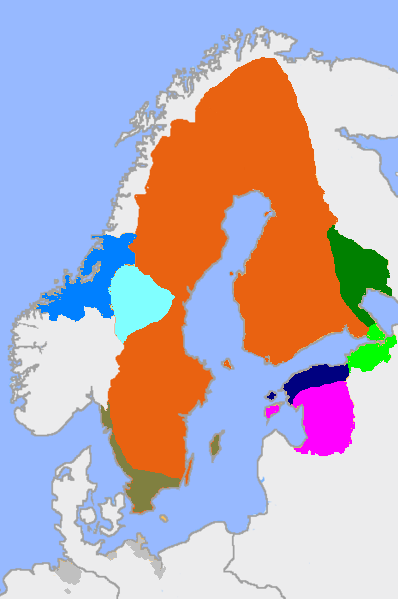
الإمبراطورية السويدية في ذروة اتساعها. كانت معظم فنلندا الحالية جزءاً يتبع السويد الحقيقية، ريكي، المبينة بالأحمر.

انهار اتحاد كالمار في عام 1521 وأصبح غوستاف الأول ملكاً على السويد. أُصلـِحت الكنيسة السويدية في عهده (1527). وخضع جهاز الدولة الإداري لإصلاح وتطوير مكثفين، فأحكم قبضته على حياة المجتمعات المحلية - وزادت قدرته على جبي ضرائب أعلى. في أعقاب سياسات الإصلاح، نشر أسقف توركو ميكايل أغريكولا ترجمته للعهد الجديد إلى اللغة الفنلندية في سنة 1551.
أسس غوستاف الأول هلسنكي في عام 1550 تحت اسم هلسنغفورس، ولكنها بقيت أكبر بقليل من قرية صيدي أسماك لأكثر من قرنين من الزمان.
توفي غوستاف الأول سنة 1560 فخلفه ثلاثة من أبنائه على فترات منفصلة. بدء الملك إريك الرابع عشر حقبة توسعية بوضع مدينة تالين الاستونية تحت حماية العرش السويدي عام 1561. شكلت الحرب الليفونية بدايةً لعصر حربي استمر لمدة 160 عاماً. في المرحلة الأولى، حاربت السويد للسيطرة على استونيا ولاتفيا ضد الدنمارك وبولندا وروسيا. عانت عامة الناس في فنلندا من التجنيد والضرائب العالية وعسف العساكر. فقاد ذلك إلى حرب الهراوة 1596-1597، وهي تمرد يائس للفلاحين تم قمعه بوحشية ودموية. نقلت معاهدة سلام (معاهدة تويسينا) مع روسيا في سنة 1595 حدود فنلندا أكثر نحو الشرق والشمال وهي مقاربة جداً للحدود الحديثة.
تنامت في شطر كبير من فنلندا القرن السادس عشر الرقعة المستوطنة بالسكان الزراعيين. شجع التاج مزارعين من مقاطعة سافو على استيطان المناطق البرية الشاسعة في أواسط فنلندا. وقد تم ذلك، فاضطر السكان الساميون الأصليون إلى الرحيل في كثير من الأحيان. كانت بعض المناطق البرية التي استـُوطـِنـَت مناطق صيد بري ومائي تقليدية لصيادين كاريليين. أدى ذلك خلال ثمانينات القرن السادس عشر إلى حرب عصابات دموية بين المستوطنين الفنلنديين والكاريليين في بعض المناطق، خصوصاً في بوهيانما.

## القرن السابع عشر - الامبراطورية السويدية

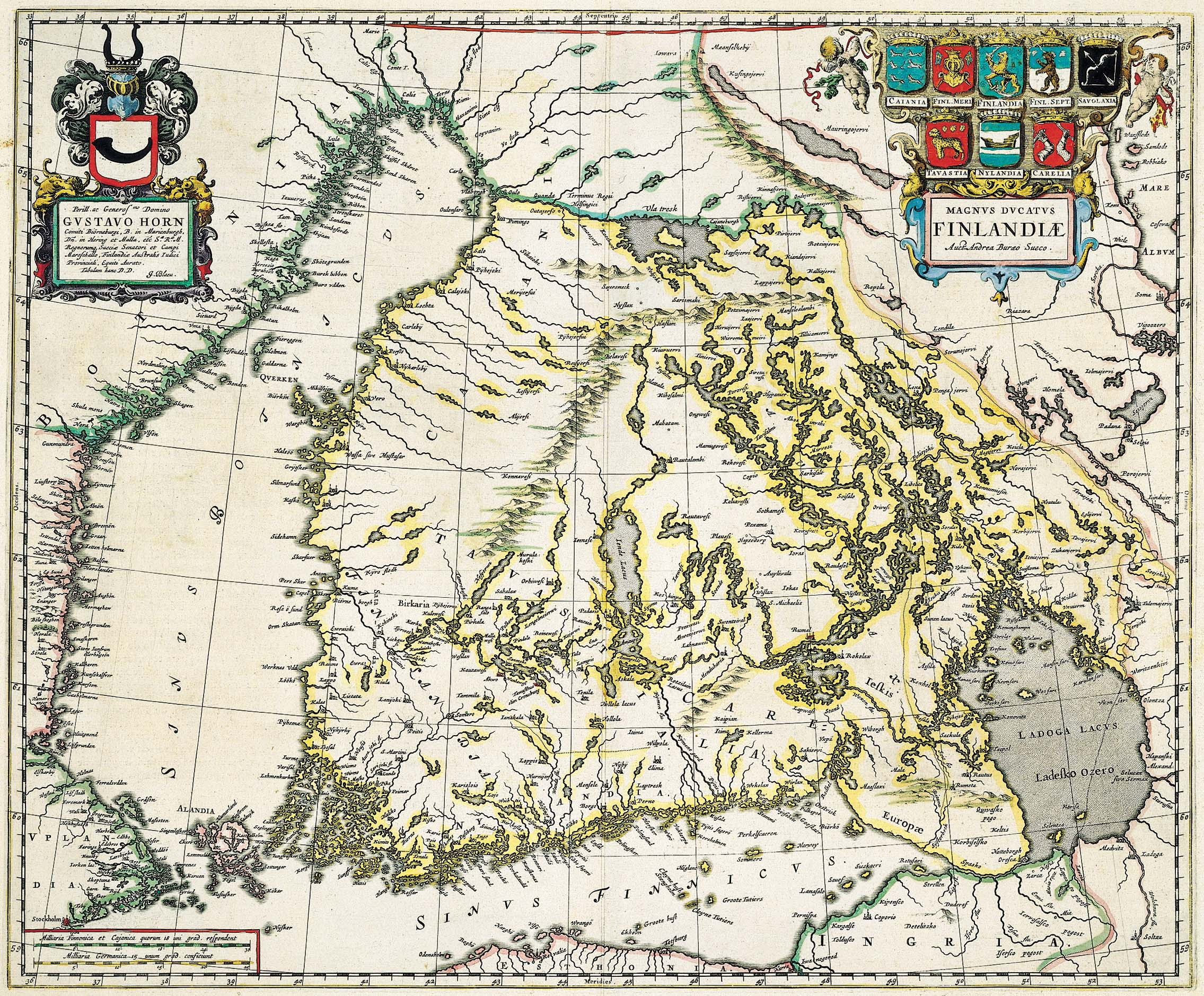
خريطة لفنلندا من عام 1662.

حكم الملك غوستافوس أدولفوس السويد بين عامي 1611-1632، وقد حولت إصلاحاته العسكرية الجيش السويدي من ميليشيا فلاحين إلى آلة قتال كفوءة، لعلها كانت الأفضل في أوروبا. اكتمل الآن فتح ليفونيا، وأخذت بعض الأراضي من داخل روسيا المقسمة في معاهدة ستولبوفو. في عام 1630، سارت جحافل سويدية (و فنلندية) باتجاه وسط أوروبا، إثر قرار السويد المشاركة في الصراع العظيم بين القوى الكاثوليكية والبروتستانتية في ألمانيا والمعروف باسم حرب الثلاثين عاما. عـُرف خلالها سلاح الفرسان الفنلندي الخفيف باسم الهاكابليتات.
كانت الإمبراطورية السويدية إثر صلح وستفاليا سنة 1648 إحدى أقوى دول أوروبا. تحققت خلال سني الحرب العديد من الإصلاحات الهامة في فنلندا:
- 1637-1640 و1648-1654 شغل الكونت بر براهي منصب الحاكم العام في فنلندا. أجرى عدة إصلاحات مهمة وأسس العديد من البلدات. تعتبر فترة عمله في الإدارة عموماً مفيدة جداً لتطور فنلندا.
- 1640 تأسست أكاديمية توركو أولى جامعات فنلندا بناءً على اقتراح من الكونت بر براهي لدى كرستينا ملكة السويد.
- 1642 نـُشـِر الكتاب المقدس كاملاً باللغة الفنلندية.

إلا أن الضرائب الباهضة والحروب المستمرة والمناخ البارد (العصر الجليدي الصغير) جعلت العهد الإمبراطوري السويدي عهداً مظلماً بلا شك بالنسبة للفلاحين الفنلنديين. دارت رحى حرب الشمال الثانية بين عامي 1655-1660، آخذةً جنوداً فنلنديين إلى ساحات القتال في ليفونيا وبولندا والدنمارك. تحوّل نظام السويد السياسي سنة 1676 إبان عهد كارل الحادي عشر إلى حكم ملكي مطلق.
أُنتجت في فنلندا الشرقية والوسطى كميات كبيرة من القطران للتصدير. لقد احتاجت الدول الأوروبية هذه المادة لصيانة أساطيلها. ترى بعض النظريات أن روح الرأسمالية المبكرة في المقاطعة أوستربوتن المنتجة القطران قد تكون السبب في موجة مطاردة الساحرات التي حدثت في هذه المنطقة أواخر القرن السابع عشر. فقد انتشعت الآمال الناس كثيراً فوضعوا خططاً من أجل المستقبل، ولما لم تتحقق، سارعوا بإلقاء اللوم الساحرات - وفقا لمعتقد الكنيسة اللوثرية القادمة من ألمانيا.
كان للامبراطورية مستعمرة في العالم الجديد عـُرفت باسم السويد الجديدة على طول نهر ديلاوير بساحل إقليم الأطلسي الأوسط بين عامي 1638-1655. وكان ما لا يقل عن نصف عدد المهاجرين من أصل فنلندي.
اتبعت العقيدة اللوثرية أسلوباً صارماً للغاية في القرن السابع عشر. في عام 1608، أعلن قانون موسى قانوناً للأراضي، بالإضافة إلى تشريعات علمانية. كان مطلوباً من كل فرد من رعية المملكة الرضى بالإيمان اللوثري ديناً وكان الحضور إلى الكنيسة إلزامياً. استخدمت العقوبات الكنسية على نطاق واسع. كشفت إقالة أسقف توركو يوهان ترسيروس مدى التزمت الديني الصارمة، فقد ألف كتاباً تعليماً دينياً حـُكم بهرطقته في عام 1664 من قبل رجال دين من أكاديمية توركو. من ناحية أخرى، دفع الأمر اللوثري بالدراسة الشخصية للكتاب المقدس نحو المحاولات الأولى للتعليم واسعة النطاق. حيث أمرت الكنيسة كل شخص بالإلمام بدرجة كافية بالقراءة والكتابة لقراءة النصوص الأساسية للعقيدة اللوثرية. مع أن الشروط من ممكن استيفاؤها بحفظ النصوص عن ظهر قلب، كما أن مهارة القراءة باتت معروفة في أوساط السكان.
أسفرت مجاعة لأسباب مناخية بين عامي 1697-1699 عن موت ما يقرب من 30 ٪ من سكان فنلندا. واندلعت إثر ذلك حرب أخرى حددت مصير فنلندا (حرب الشمال العظيمة من 1700-1721).

## القرن الثامن عشر - عصر التنوير
احتل الروس فنلندا سنة 1714 في خضم حرب الشمال العظيمة، فضموا الجزء الجنوبي الشرقي منها إليهم بما فيه مدينة فيبورغ وأعادوا الباقي إلى السويد بموجب معاهدة نيستاد التي أنهت الحرب سنة 1721. باتت الحدود مع روسيا مقاربة لما ستعود إليه بعد الحرب العالمية الثانية. فقدت السويد مكانتها كقوة عظمى أوروبية، وصارت روسيا الآن القوة الرائدة في الشمال. انتهى الحكم الملكي المطلق في السويد. أثناء ما عـُرف بعصر الحرية، حكم البرلمان البلاد، وتنافس حزبا القبعات والطواقي على الحكم تاركين حزب البلاط الأصغر أي أولائك البرلمانيون المقربون من البلاط الملكي بتأثير قليل أو معدوم. أراد حزب الطواقي علاقة سلمية مع روسيا ودعمهم العديد من الفنلنديين، في حين رغب فنلنديون آخرون في الانتقام فأيدوا حزب القبعات.
لم تكن فنلندا في هذا الوقت أرضاً كثيفة السكان. فقد كانت أعدادهم بحلول منتصف القرن الثامن عشر تقل عن 470.000 وفقا للإحصاءات الرسمية (على أساس سجلات الكنيسة اللوثرية، أي أن الأعداد القليلة من أبناء الأبرشية الأرثوذكسية في كاريليا الشمالية ليست مدرجة). إلا أن عدد السكان تنامى بسرعة، فوصل إلى الضعف قبل نهاية القرن. كان 90 ٪ من السكان تصنف عموماً على أنهم «الفلاحون»، معظهم من أصحاب الحيازات الصغيرة الأحرار والخاضعين للضرائب. كان المجتمع ينقسم إلى أربع طبقات: الفلاحون ورجال الدين والنبلاء والمواطنون. بقيت أقلية معظمها من سكنة الأكواخ دون تصنيف ولم يكن لها تمثيل سياسي. مـُنح 45% من السكان الذكور حق الاقتراع مع تمثيل سياسي كامل في الهيئة التشريعية - رغم أن رجال الدين والنبلاء وأهل المدن كانت لهم مجالس خاصة في البرلمان، معززين نفوذهم السياسي ومستبعدين الفلاحين عن مسائل السياسة الخارجية.
كان منتصف القرن الثامن عشر وقتاً جيداً نسبياً، يعود ذلك جزئيا لأن الحياة باتت الآن أكثر سلماً. بيد أن الروس أعادوا احتلال فنلندا أثناء الغضب الأصغر (1741-1742) بعد قيام الحكومة في فترة هيمن فيها حزب القبعات بمحاولة فاشلة لاستعادة المقاطعات المفقودة. وعـِوضاً عن ذلك أسفرت صلح توركو عن انتقال الحدود الروسية أكثر نحو الغرب. في تلك الأثناء، لمحت الدعاية الروسية إلى احتمال إنشاء وانفصال مملكة فنلندية.
طمحت كل من الإمبراطورية الروسية الصاعدة وفرنسا ما قبل الثورة إلى أن تكون السويد دولة عميلة لها. كان البرلمانيون وغيرهم من ذوي النفوذ عرضة لتقاضي رشاوى بذلوا قصارى جهدهم لزيادتها. تضاءلت نزاهة ومصداقية النظام السياسي، وفي عام 1771 قام الملك غوستاف الثالث الشاب وقوى الشخصية بانقلاب، فألغى النظام البرلماني وأعاد السلطة المالكة في السويد - أكثر أو أقل بدعم برلمان. بدأ في العام 1788 حرباً جديدة ضد روسيا استمرت لعامين.
رغم أنتصره بمعاركتين، كانت حرباً غير مثمرة، ولم تجلب سوى اضطراب للاقتصاد الفنلندي. تضاءلت شعبية الملك غوستاف الثالث إلى حد كبير. أنشأت مجموعة من الضباط خلال الحرب تحالف أنيالا الشهير والمطالب بمفاوضات سلام والداعي إلى ريكسداغ (البرلمان). حدث مثير للاهتمام على هامش هذه العملية كانت تخطيط بعض الضباط الفنلنديين لإقامة دولة فنلندية مستقلة بدعم روسي. بعد الصدمة الأولى، سحق غوستاف الثالث هذه المعارضة. في عام 1789، عزز الدستور السويدي الجديد من سطوة السلطة الملكية، فضلا عن تحسين أوضاع الفلاحين. ولكن كان لزاماً إنهاء الحرب المتواصلة بدون فتوحات - وبات الكثير من السويديين الآن يعتبر الملك طاغية.
شهدت العقود الأخيرة من القرن الثامن عشر حقبة من التنمية في فنلندا. تغيرت أمور جديدة حتى في الحياة اليومية، كالبدء في زراعة البطاطا بعد الخمسينات. شوهدت اختراعات العلمية والتقنية جديدة. صـُنع أول منطاد هواء ساخن في فنلندا (وفي المملكة السويدية بأسرها) في مدينة أولو سنة 1784، بعد سنة واحدة فقط من اختراعه في فرنسا. ازداد حجم التجارة وتنامى ثراء الفلاحين ووعيهم الذاتي. مناخ الجدال الموسع لعصر التنوير في المجتمع حول قضايا السياسة والدين والأخلاق جعل الوقت مناسباً لتسليط الضوء على إشكالية تحدث الأغلبية الساحقة من الفنلنديين باللغة الفنلندية فقط، في الوقت كانت فيه سلسلة الصحف والآداب الجميلة والمنشورات السياسية تقريباً محصورة باللغة السويدية - فإن لم يكن في فبالفرنسية.
كان الاحتلالان الروسيان قاسيين ولم يـُنسيا بسهولة. وقد غرس هذان الاحتلالان بذرة الشعور بالانفصالية والغيرية، وشـَكـّل ذلك في دائرة ضيقة من العلماء والمفكرين بالجامعة في توركو مشاعر الهوية الفنلندية المنفصلة التي تمثل الجزء الشرقي من المملكة. التأثير الساطع للعاصمة الامبراطورية الروسية سانت بطرسبرغ كان كذلك أقوى بكثير في فنلندا الجنوبية منه في أجزاء أخرى من السويد، وبددت الاتصالات عبر الحدود الجديدة أسوأ المخاوف بشأن مصير طبقتي المثقفين والتجار في ظل النظام الروسي. في نهاية القرن، الطبقات المتعلمة والناطقة باللغة السويدية من ضباط ورجال الدين وموظفي الخدمة المدنية كانوا مستعدين جيداً عقلياً لتحويل الولاء نحو الإمبراطورية الروسية القوية.
اغتيل الملك غوستاف الثالث سنة 1792، فتولى ابنه غوستاف الرابع أدولف التاج بعد فترة من الوصاية لكونه دون سن الرشد. لم يكن الملك الجديد حاكماً ذو موهبة خاصة، على الأقل ليس موهوباً ما يكفي ليقود مملكته خلال حقبة خطيرة شهدت الثورة الفرنسية والحروب النابليونية.
في ذات الوقت، حـُكمت المناطق الفنلندية العائدة إلى روسيا بموجب معاهدتي سلام عامي 1721 و1743 (لا يشمل ذلك إنغريا) والمسماة «فنلندا القديمة» في البداية وفق القوانين السويدية القديمة (أمر مألوف في الإمبراطورية الروسية التوسعية في القرن الثامن عشر). ولكن حكام روسيا منحوا تدريجياً ملكيات واسعة من الأراضي إلى مـُقـَرّبيهم غير الفنلنديين، متجاهلين ملكية الأراضي التقليدية وقوانين حرية الفلاحين بفنلندا القديمة. كما كانت هناك حالات عاقب فيها النبلاء الفلاحين جسدياً، جلداً على سبيل المثال. سببت الحالة العامة انخفاضاً في الاقتصاد والمعنويات في فنلندا القديمة، وساءت منذ عام 1797 عندما أُجبرت المنطقة على إرسال رجال إلى الجيش الامبراطوري. جلب بناء المنشآت العسكرية آلافاً من غير الفنلنديين إلى المنطقة. في عام 1812، بعد استيلاء روسيا على فنلندا ضـُمت «فنلندا القديمة» إلى بقية البلاد، بيد أن مسألة ملكية الأرض ظلت تمثل مشكلة خطيرة حتى سبعينات القرن التاسع عشر.

## الدوقية الكبرى الروسية

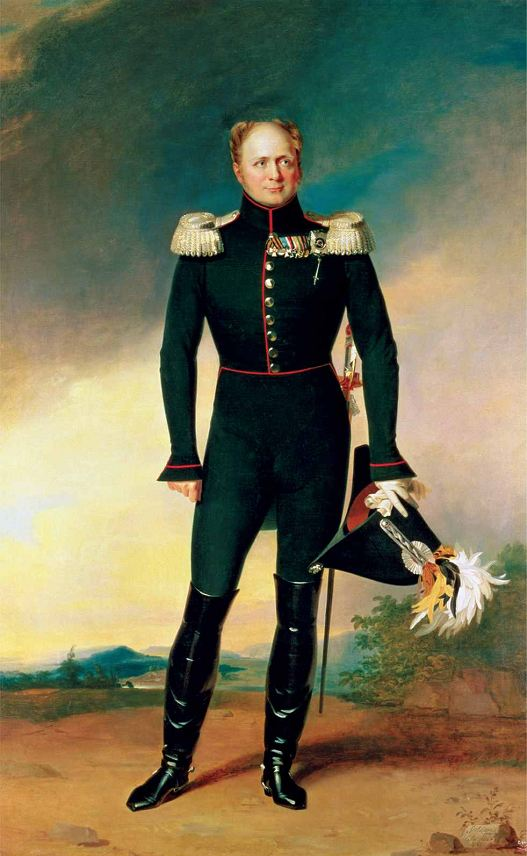
ألكسندر الأول، أول دوقات فنلندا الكبار.

خلال الحرب الفنلندية بين السويد وروسيا، احتلت جيوش القيصر ألكسندر الأول فنلندا من جديد. واجتمعت الطبقات الأربعة بفنلندا المحتلة في مجلس بورفو في 29 مارس 1809 لإعطاء القيصر الروسي الولاء. تلى الهزيمة السويدية في الحرب التوقيع على معاهدة هامينا في 17 سبتمبر 1809، ومنذ ذلك الحين ظلت فنلندا دوقية كبرى ذاتية الحكم ضمن الإمبراطورية الروسية حتى نهاية عام 1917 مع عودة تلك الأجزاء من كاريليا المسماة «فنلندا القديمة» إلى فنلندا في عام 1812. في ذات العام أصبحت هلسنكي هي العاصمة بدلاً من توركو الأكثر توجها نحو السويد.
تباينت درجة الاستقلال الذاتي خلال سنوات الحكم الروسي. سادت فترات من الرقابة والملاحقة السياسية خصوصاً في العقدين الأخيرين من السيطرة الروسية، ولكن فلاحي فنلندا ظلوا أحراراً (على عكس نظرائهم الروس) كما بقي القانون السويدي القديم ساري المفعول (بما في ذلك تلك الأجزاء ذات الصلة بدستور 1772 الذي سنه غوستاف الثالث). أُعيد تفعيل مجلس الغرف الأربعة القديم في ستينات القرن التاسع عشر مقراً تشريعاً تكميلياً جديداً يتعلق بالشؤون الداخلية. بدأ التصنيع خلال القرن التاسع عشر من الحراجة إلى الصناعة والتعدين والآلات واضعاً الأساس لازدهار فنلندا الحالي، وإن استمر العاملون بالزراعة يشكلون جزءاً كبيراً نسبياً من السكان حتى بعد انتهاء حقبة الحرب العالمية الثانية.

### القومية
كانت السويدية اللغة المهيمنة في الإدارة والتعليم ولا سيما بعد إدماج فنلندا في الإدارة المركزية السويدية خلال القرنين السادس عشر والسابع عشر. قبل ذلك، كانت الألمانية واللاتينية والسويدية لغات مهمة بجانب الفنلندية المحلية المحكية. استعادت الفنلندية هيمنتها بعد انبعاث القومية الفنلندية بالقرن التاسع عشر، وعمل الروس المراقبين لفصل الفنلنديين عن السويد ولضمان ولاءهم.
نشر الملحمة الوطنية الفنلندية الكاليفالا في عام 1835، وهي مجموعة من الميثولوجيات والأساطير التقليدية من فولكلور االكاريليين (هم الفينيون الروس الأرثوذكس الذين سكنوا في بحيرة لادوغا بالمنطقة الشرقية من فنلندا، وتتبع اليوم شمال غرب روسيا)، الأمر الذي أثار القومية التي أدت لاحقاً إلى استقلال فنلندا عن روسيا.

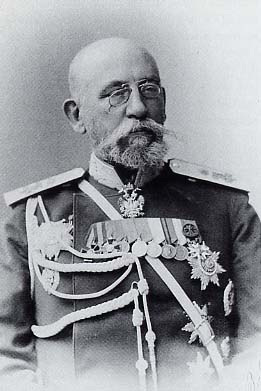
الحاكم العام بوبريكوف رمز فترة الترويس الأولى واغتيل عام 1904 في هلسنكي.

كانت صحوة الهوية الوطنية والقومية الفنلندية في منتصف القرن التاسع عشر نتيجة لتعمد اختيار أعضاء الطبقات العليا المتحدثة بالسويدية تعزيز اللغة والثقافة الفنلندية بوصفها وسيلة لبناء الأمة، أي لإقامة شعور الوحدة بين جميع الناس في فنلندا، بما في ذلك (وليس أقل أهمية) بين النخبة الحاكمة والفلاحين المحكومين.
في سنة 1863، اكتسبت اللغة الفنلندية وضعاً في المجال الإداري، وفي عام 1892 أصبحت الفنلندية أخيراً لغة رسمية متساوية واكتسبت مكانة مماثلة لتلك التي للسويدية. في غضون جيل سيطرت الفنلندية بوضوح في الحكومة والمجتمع.
تعرف الفترة 1870 - 1910 ب«الفترة الذهبية» في الأدب والفنون الفنلندية.

### الترويس
ترويس فنلندا في الفترتين 1899-1905 و1908-1917 والمعروفة لدى الفنلنديين بسنوات القمع (Sortovuodet) هي سياسة حكومية اتبعتها الإمبراطورية الروسية بهدف القضاء على الحكم الذاتي بفنلندا. كان ذلك جزءاً من سياسة ترويس أوسع نطاقاً اتبعها الحكومات الروسية في وقت متأخر من القرن التاسع عشر وفي أوائل القرن العشرين سعت من خلالها لإلغاء الاستقلالية الثقافية والإدارية للأقليات غير الروسية داخل الامبراطورية.
سنة 1899 بدأت سياسة الترويس ضد فنلندا بما عـُرف بتظاهرة فبراير (Helmikuun manifesti). بعد الصدمة الأولى وعدم التصديق، اتبعت الفنلنديون مقاومة سلبية منظمة تنظيماً جيداً.

### التغيير الديمقراطي

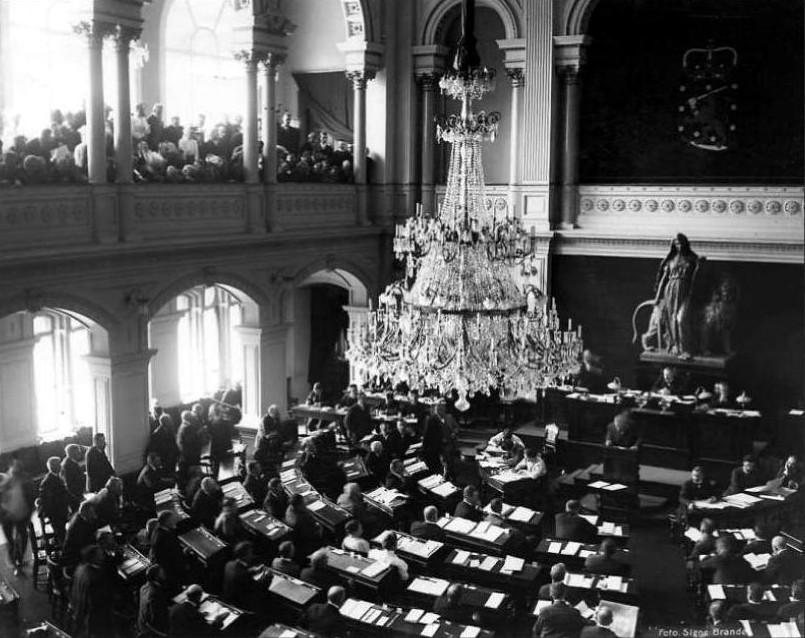
الجلسة الأولى ببرلمان الغرفة الواحدة الجديد في 22 مايو 1907 بمبنى متطوعي المطافي

في عام 1906، وكنتيجة للثورة الروسية قبل عام وما صاحبها من إضراب فنلندي عام، تم استبدال مجلس الغرف الأربع القديم ببرلمان فنلندا وحيد الغرفة («إدوسكونتا»). مـُنحت المرأة الفنلندية حق التصويت في الاقتراع العام والانتخابات لتكون فنلندا أول بلد أوروبي (والثاني في العالم، بعد نيوزيلندا) يعطي المرأة حقوقاً متساوية في التصويت، ولم تعد تشترط العضوية في الطبقات أو ملكية الأراضي أو الألقاب الموروثة.
ومع ذلك، كانت الأمور مختلفة على الصعيد المحلي، ففي الانتخابات البلدية كان عدد الأصوات مرتبطاً بمبلغ الضريبة المدفوعة. وبالتالي أمكن للأغنياء جمع عدد من الأصوات، بينما الفقراء ربما لا شيء على الإطلاق. تم تغيير نظام التصويت البلدي إلى اقتراع عام في سنة 1917 عندما انتخبت أغلبية يسارية في البرلمان.

## الاستقلال والحرب الأهلية
في أعقاب ثورة فبراير في روسيا، شـُكـّل مجلس شيوخ جديد في فنلندا، وكان مجلساً ائتلافياً لنفس القوى المكونة للبرلمان الفنلندي. كان للديمقراطيين الاشتراكيين أغلبية صغيرة بناءً على الانتخابات العامة لعام 1916، وتولى أوسكاري توكوي الديمقراطي الاشتراكي رئاسة الحكومة. أبدى مجلس الشيوخ الجديد استعداداً للتعاون مع الحكومة الروسية المؤقتة، بيد أنهما لم يتوصلا إلى الاتفاق. اعتبرت فنلندا الاتحاد الشخصي مع روسيا منتهياً بعد خلع القيصر - رغم أن الفنلنديين اضطروا بحكم «الأمر الواقع» للاعتراف بالحكومة المؤقتة كخليفة للقيصر بقبولهم لسلطتها بتعيين الحاكم العام ومجلس الشيوخ الجديدين. توقعوا أن تنتقل سلطة القيصر إلى برلمان فنلندا، الأمر الذي رفضته حكومة روسيا المؤقتة، مقترحة بدلاً من ذلك ضرورة تسوية هذه المسألة مع الجمعية التأسيسية الروسية. بدى للديمقراطيين الاشتراكيين الفنلنديين كما لو أن البرجوازية الروسية تقف عقبةً في طريق استقلال فنلندا كما هو الحال في طريق البروليتاريا نحو العدالة. إلا أن غير الاشتراكيين في مجلس شيوخ توكوي كانوا أكثر ثقة. فرفضوا هم وأغلب غير الاشتراكيين في البرلمان مقترح الحزب الاشتراكي الديمقراطي بشأن النظام البرلماني (ما عرف ب«قانون السلطة») باعتباره بعيد المدى جداً واستفزازي. أعاق المرسوم نفوذ روسيا في الشؤون الفنلندية المحلية، وغير أنه لم يمس سلطة الحكومة الروسية في مسائل الدفاع والشؤون الخارجية. لكن هذا كان بالنسبة للحكومة الروسية المؤقتة موغلاً في الراديكالية. تم حل البرلمان لتجاوزه سلطاته.
سعدت بذلك الأقلية في البرلمان ومجلس الشيوخ. فقد وعدت انتخابات جديدة بفرصة الحصول على الأغلبية، التي كانوا على يقين من شأنها تحسين فرص للتوصل إلى تفاهم مع روسيا. مال غير الاشتراكيين إلى التعاون مع الحكومة المؤقتة الروسية لخشيتهم من تنامي سلطة الاشتراكيين، فتؤدي إلى إصلاحات جذرية كالمساواة في حق التصويت في الانتخابات البلدية أو إصلاح زراعي. وكان للغالبية رأي المعاكس تماماًَ. فلم يقبلوا بحق الحكومة المؤقتة في حل البرلمان.
استمر الديمقراطيون الاشتراكيون في قانون السلطة وعارضوا صدور مرسوم حل البرلمان، بينما صوت غير الاشتراكيين لصدوره. أدى الخلاف على قانون السلطة إلى مغادرة الاشتراكيين الديموقراطيين لمجلس الشيوخ. عند اجتماع البرلمان مرة أخرى بعد العطلة الصيفية في أغسطس سنة 1917، لم تحضر سوى الجماعات الداعمة لقانون السلطة. استولت القوات الروسية على البرلمان وتم حله وأجريت انتخابات جديدة أسفرت عن غالبية (صغيرة) غير اشتراكية وعن مجلس الشيوخ غير اشتراكي بحت. أثار إحباط قانون السلطة وتعاون القوات الفنلندية غير الاشتراكية مع القمع الروسي مرارة كبيرة في صفوف الاشتراكيين، وأسفر عن عشرات الاعتداءات الارهابية لدوافع سياسية، بما في ذلك القتل.

### الاستقلال
قلبت ثورة أكتوبر الحياة السياسية الفنلندية رأساً على عقب. الآن، تنشد الأغلبية الجديدة غير الاشتراكية في البرلمان الاستقلال التام، بينما أخذ الاشتراكيون ينظرون تدريجياً إلى روسيا السوفياتية بوصفها مثالاً يحتذى. في 15 نوفمبر 1917 أعلن البلاشفة الحق العام في تقرير المصير، بما في ذلك حق الانفصال الكامل "لشعوب روسيا". أصدر البرلمان الفنلندي في نفس اليوم إعلاناً تولى بموجبه مؤقتاً جميع صلاحيات الدوق الأكبر في فنلندا.
قلقاً إزاء التطورات في روسيا وفنلندا، اقترح مجلس الشيوخ غير الاشتراكي بأن يعلن البرلمان استقلال فنلندا، وهو ما اتفق عليه في البرلمان في السادس من سبتمبر عام 1917. في 18 ديسمبر أصدرت الحكومة السوفياتية مرسوماً بالاعتراف باستقلال فنلندا، وفي 22 ديسمبر صادقت عليه اللجنة التنفيذية المركزية لعموم روسيا أعلى هيئة تنفيذية سوفياتية. تبعتها ألمانيا والدول الإسكندنافية دون تأخير.
من يناير إلى مايو 1918، شهدت فنلندا حرباً أهلية قصيرة إنما مريرة لونت السياسة الداخلية وعلاقات فنلندا الخارجية لسنوات عديدة قادمة. من جهة كان هناك الحرس الأبيض الذين حاربوا لمكافحة الاشتراكيين. وعلى الجانب الآخر كان الحرس الأحمر المتكون من العمال والمزارعين المستأجرين. أعلن هؤلاء الأخيرين جمهورية العمال الفنلندية الاشتراكية. تحققت هزيمة الحرس الأحمر بدعم من ألمانيا الإمبراطورية. كانت السويد المجاورة تعيش في خضم عملية دمقرطة خاصة بها شهدت دخول اشتراكيين بالحكومة لأول مرة. لعقود عديدة، ظلت الفنلنديون على الجانبين مستائين لإحجام السويد عن التدخل في الحرب الأهلية.
خلال الحرب الأهلية، تم توقيع معاهدة بريست-ليتوفسك بين دول المحور المركزي وروسيا البلشفية.

## بين الحربين
رغم أن إعلان الاستقلال سمى فنلندا جمهورية، بعد الحرب الأهلية صوّت البرلمان الذي أُصقي منه أعضائه الاشتراكيين الديمقراطيين بأغلبية طفيفة لصالح تأسيس مملكة فنلندا. اتنخب الأمير الألماني فردريش كارل أمير هسن ملكاً عليها باسم ناينو الأول مع وجود بير سفينهوفود والجنرال غوستاف مانرهايم كأوصياء. بيد أن هزيمة ألمانيا في الحرب العالمية الأولى عنت التخلي عن الفكرة. فأصبحت فنلندا بدلا من ذلك جمهورية، وانتخب كارلو يوهو ستولبيرغ أول رئيس لها في عام 1919.
خاضت الجمهورية الناشئة نزاعاً على جزر أولاند، حديث تنطق الغالبية الساحقة بالسويدية وتسعى للعودة إلى السويد. عرضت فنلندا غير المستعدة للتخلي عن الجزر الحكم الذاتي. إلا أن السكان لم يوافقوا على العرض، فقدم النزاع حول الجزر إلى عصبة الأمم. وقضت العصبة باحتفاظ فنلندا بالسيادة على جزر أولاند، لكن ينبغي أن تجعلها مقاطعة تتمتعة بالحكم الذاتي. هكذا أُلزمت فنلندا بضمان حق سكان جزر أولاند في الحفاظ باللغة السويدية فضلا عن ثقافاتهم والتقاليد المحلية. في الوقت نفسه، تم إبرام معاهدة دولية بشأن الوضع المحايد أولاند، مـُنع بموجبها نشر مقرات أو قوات عسكرية على الجزر.
مباشرة إثر الحرب الأهلية وقعت العديد من الحوادث على طول الحدود بين فنلندا وروسيا السوفياتية، مثل بعثة أونوس وتمرد الشحم. تحسنت العلاقات مع السوفييت بعد معاهدة تارتو في عام 1920، التي أعطت فنلندا بتسامو، لكنها تنازلت عن مطالبها بكاريليا الشرقية.
بعد رفض القيصر لأربع محاولات لحظر الكحول خلال الفترة الدوقية، سنت فنلندا مستقلة الحظر يوم 1 يونيو عام 1919. واستمر حتى 5 أبريل 1932، تركت آثاراً على عادات الشرب الفنلندية وعلى معدل الجريمة في هذا البلد.
تطورت المشاعر القومية المتبقية من الحرب الأهلية إلى نشوء حركة لابوا أولى الحركات الفاشية في عام 1929. في البداية، اكتسبت الحركة تأييداً واسع النطاق بين الفنلنديين المناهضين للشيوعية، ولكن إثر محاولة انقلابية فاشلة في عام 1932 تم حظرها واعتقل زعمائها.
بدأ الاتحاد السوفيتي بتشديد سياسته ضد فنلندا في الثلاثينات، مـُضيـّقاً على ملاحة السفن التجارية الفنلندية بين بحيرة لادوغا وخليج فنلندا وأغلقها تماماً في عام 1937.

## فنلندا في الحرب العالمية الثانية
خاضت فنلندا حربين ضد الاتحاد السوفياتي أثناء الحرب العالمية الثانية: حرب الشتاء من 1939-1940 أسفرت عن خسارة كاريليا الفنلندية، وحرب الاستمرار من 1941-1944 (بدعم كبير من ألمانيا النازية نتج عنه غزو سريع للمناطق المجاورة من الاتحاد السوفياتي) أدت في النهاية إلى خسارة ميناء فنلندا الوحيد غير المتجمد شتاءً في بتسامو. طبقاً لشروط الهدنة تلت حرب الاستمرار مباشرة حرب لابي من 1944-1945، عندما حاربت فنلندا الألمان لإخراجهم من شمال البلاد بالعودة إلى النرويج (الواقعة تحت الاحتلال الألماني).

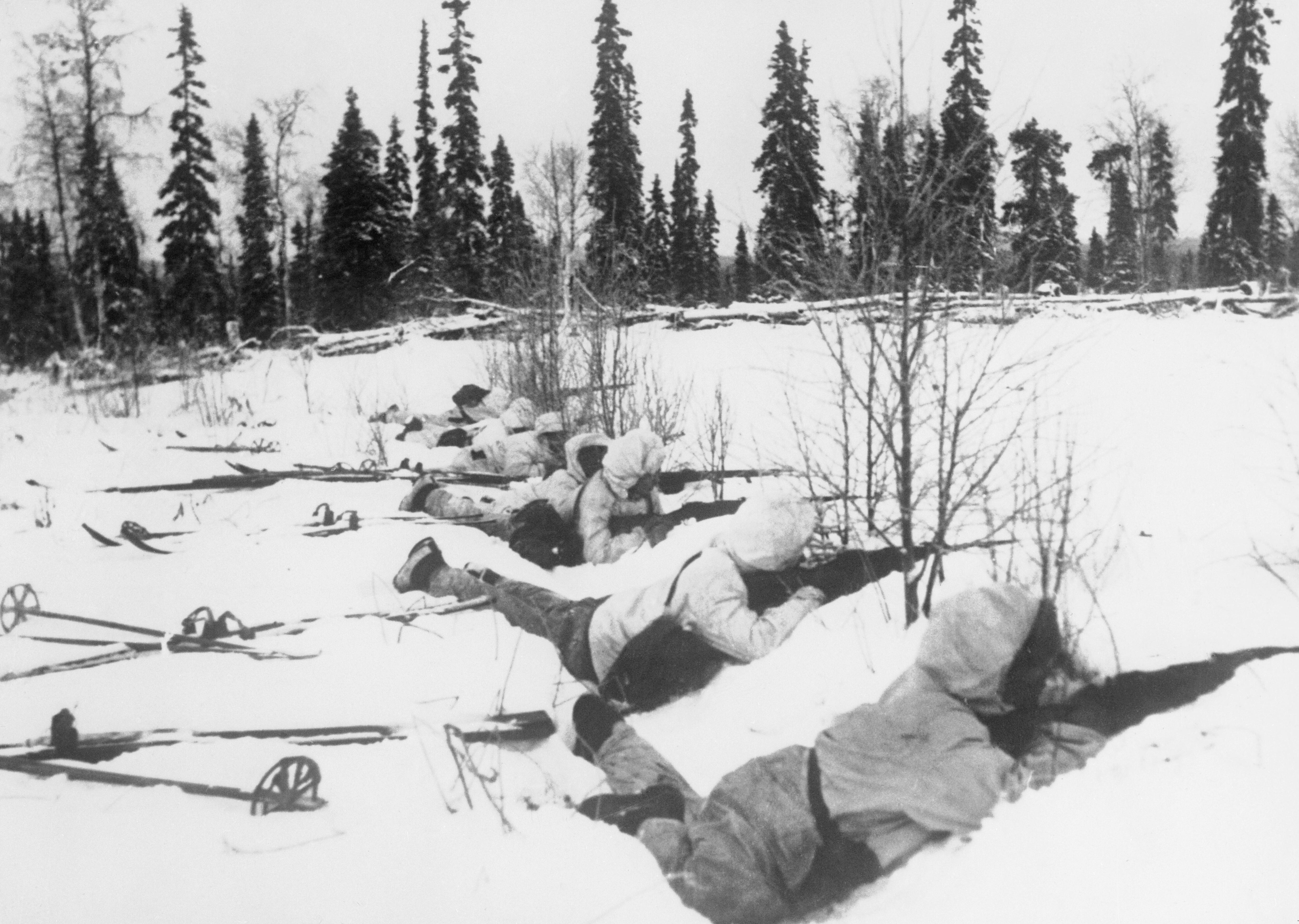
قوات المتزلجين الفنلندية بشمال فنلندا في يناير 1940

في أغسطس 1939 وقـّعت ألمانيا النازية والاتحاد السوفياتي اتفاق مولوتوف ريبنتروب الذي وضع فنلندا ودول البلطيق ضمن «مجال النفوذ» السوفياتي. بعد غزو بولندا، وجه الاتحاد السوفياتي إنذارات إلى دول البلطيق يطالبهم فيها بقواعد عسكرية على أراضيهم. قبلت دول البلطيق المطالب السوفياتية، ففقدت استقلالها في صيف عام 1940. في أكتوبر 1939، أرسل الاتحاد السوفياتي ذات الطلب إلى فنلندا، بيد أن الفنلنديين رفضوا إعطاء أي مناطق يابسة أو قواعد عسكرية لاستخدام الجيش الأحمر. فرد الاتحاد السوفياتي ببدء غزو عسكري ضد فنلندا في 30 نوفمبر 1939. ظن القادة السوفيات أن الاستيلاء على فنلندا سيتم في غضون أسبوعين. ولكن وعلى الرغم من التفوق الكبير للجيش الأحمر في الرجال والدبابات والمدافع والطائرات، دافع الفنلنديون عن بلادهم بشراسة نحو ثلاثة أشهر ونصف دون أن ينجح الغزو. انتهت حرب الشتاء في 13 مارس 1940 بمعاهدة سلام موسكو. خسرت فنلندا البرزخ الكاريلي لصالح الاتحاد السوفياتي. أفقدت حرب الشتاء الاتحاد السوفياتي الكثير هيبته، كما طـُرد من عصبة الأمم بسبب هجومه غير المشروع. تلقت فنلندا خلال الحرب الكثير من الدعم المعنوي والمادي من عديد الدول.
بات الجيش الفنلندي في حالة سيئة للغاية بعد حرب الشتاء، وبحاجة إلى الدعم والإنعاش في أقرب وقت ممكن. سعت الحكومة الفنلندية مباشرة إثر توقيع معاهدة السلام للاتصال بالحكومة البريطانية من أجل التفاوض على نوع من التحالف العسكري أو الدعم. إلا أن الحكومة البريطانية لم تكن مهتمة بالحالة الفنلندية كما كان الحال خلال حرب الشتاء، فلم تبرم عهود عسكرية. في خريف عام 1940 عرضت ألمانيا النازية صفقات الأسلحة على فنلندا، مقابل سماح الحكومة الفنلندية للقوات الألمانية بالمرور عبر فنلندا لاحتلال النرويج. قبلت فنلندا وتمت صفقات الأسلحة. في نوفمبر 1940 باجتماع سوفياتي ألماني في برلين، طلب وزير الخارجية السوفياتي مولوتوف رأي ألمانيا إن عاود السوفيات الهجوم فنلندا.

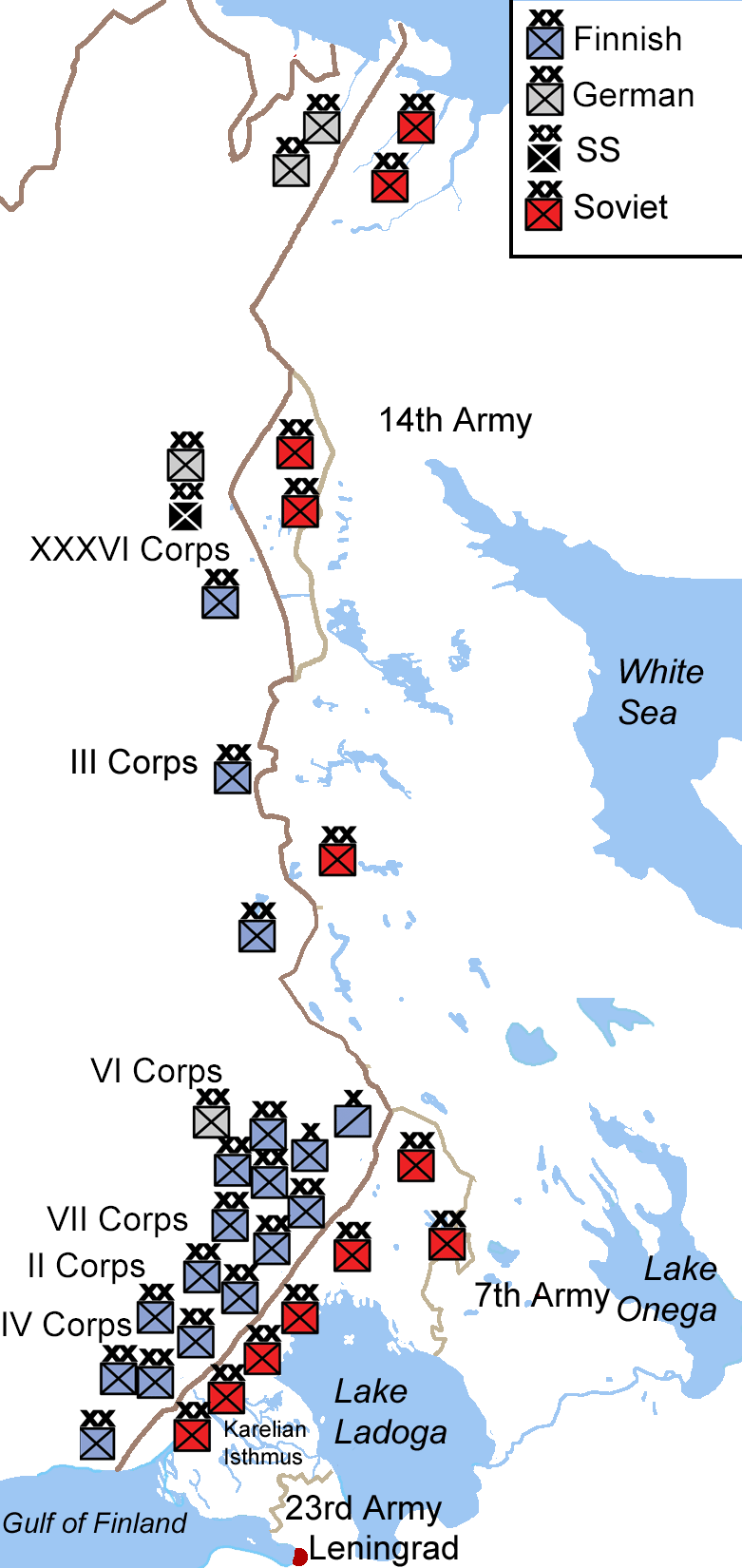
القوة الفنلندية والألمانية والسوفياتية في بداية الحرب الاستمرار في يونيو 1941.

خلافاً للسنوات السابقة، عارضت ألمانيا النازية الغزو السوفياتي لفنلندا، واقترحت التعاون العسكري على فنلندا في ديسمبر عام 1940.
دعم ألمانيا النازية وتنسيقها مع فنلندا بدءاً شتاء من 1940-41، قلل كثيراً من تعاطف البلدان الأخرى مع قضية الفنلندية، لا سيما منذ حرب الاستمرار حيث غزت فنلندا الاتحاد السوفياتي ليس من أجل استعادة الأراضي المفقودة فحسب، بل أيضاً استجابةً للمشاعر الوحدوية بفنلندا الكبرى بضم كاريليا الشرقية، التي يرتبط سكانها ثقافياً بالشعب الفنلندي رغم أنهم ديناً من الروس الأرثوذكس. جعل هذا الغزو المملكة المتحدة تعلن الحرب على فنلندا في 6 ديسمبر 1941.

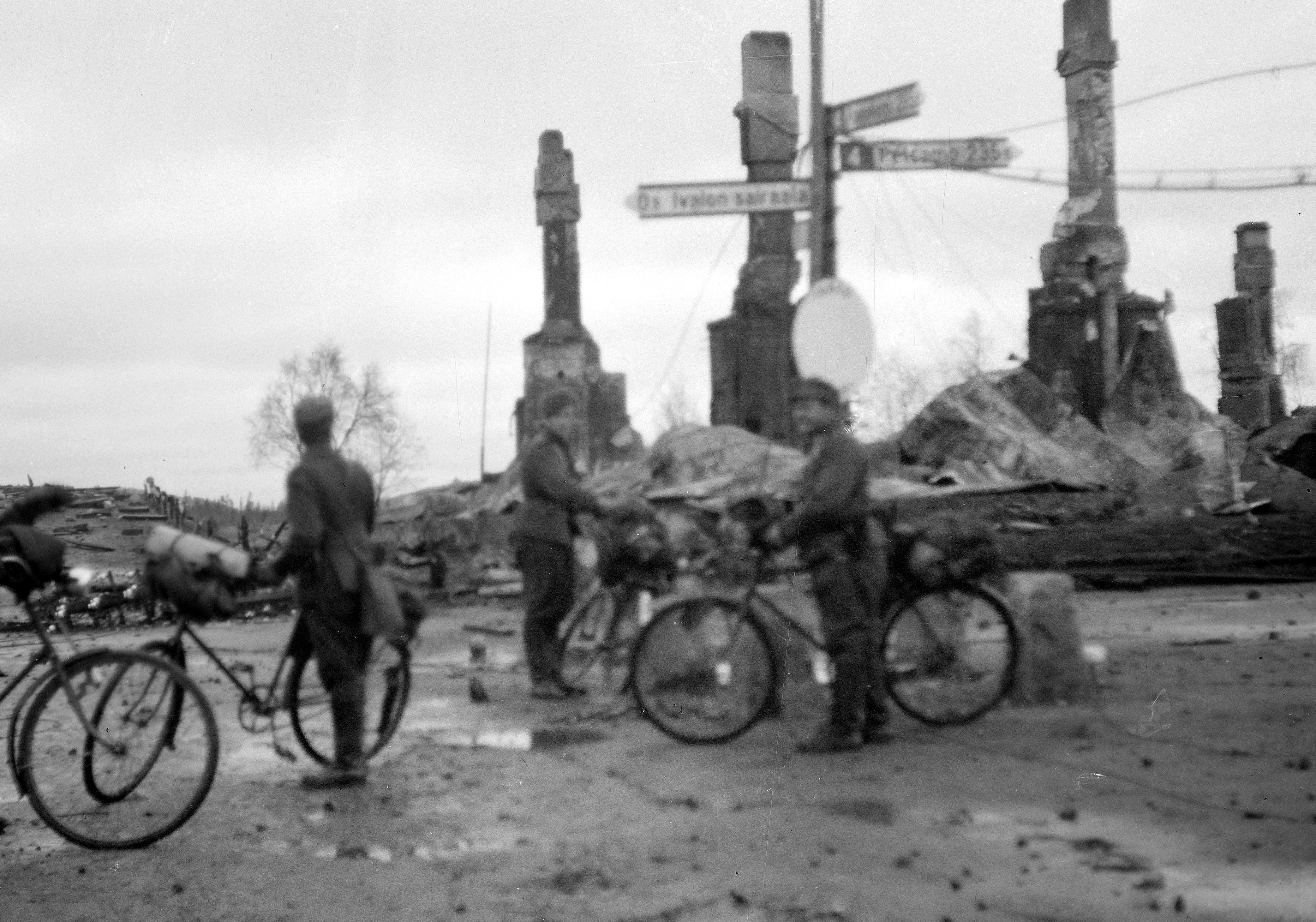
قرية إيفالو، وقد دمرها الألمان.

تمكنت فنلندا من الحفاظ على استقلالها وسيادتها، على عكس معظم البلدان الأخرى ضمن نفوذ الاتحاد السوفييتي، وتكبدت خسائر محدودة نسبياً في أرواح المدنيين وممتلكاتهم، ولكنها عوقبت بأشد مما عوقب به غيرها من حلفاء الألمان، فقد اجبرت على دفع تعويضات كبيرة وإلى إعادة توطين ثـُـمن سكانها بعد أن خسرت ثـُمن أراضيها بما فيها إحدى معاقلها الصناعية وأكبر المدن فيبوري. بعد الحرب، وطنت الحكومة السوفياتية هذه الأراضي المكتسبة بأناس من مختلف مناطق الاتحاد السوفياتي كأوكرانيا مثلاً.
إضافة إلى تأجير شبه الجزيرة بوركالا كقاعدة عسكرية لمدة 50 عاماً.
لم تشارك الحكومة الفنلندية في إبادة المنهجية لليهود، رغم أن البلاد ظلت في حالة حلف الأمر الواقع مع ألمانيا ضد «عدو مشترك» حتى عام 1944. في المجموع، تم تسليم ثمانية لاجئين يهود ألمان إلى السلطات الألمانية.
أثناء الحربين وخلال الفترة بينهما، أُجلي حوالي 80،000 طفل فنلندي إلى الخارج. ذهب 5 % منهم إلى النرويج، و10 % إلى الدنمارك، والباقي إلى السويد. أُعيد معظمهم بحلول العام 1948، ولكن بقي 15-20 ٪ منهم في الخارج.
لم تدخل فنلندا ضمن مشروع مارشال. ومع ذلك، أرسلت الولايات المتحدة سراً مساعدات التنموية ومالية للحزب الديمقراطي الاشتراكي غير الشيوعي. فتأسست تجارة مع القوى الغربية مثل المملكة المتحدة، حثت التعويضات المستحقة للاتحاد السوفياتي فنلندا لتحويل من اقتصادها من زراعي في المقام الأول إلى صناعي. بعد دفع التعويضات، واصلت فنلندا التجارة مع الاتحاد السوفياتي في إطار الاتفاقات التجارية الثنائية.
كان دور فنلندا في الحرب العالمية الثانية غريباً في نواح كثيرة. أولاً أراد الاتحاد السوفياتي احتلال فنلندا 1939-1940 وعجز ذلك رغم التفوق الهائل في قوة الجيش. أواخر العام 1940 بدأ التعاون الفنلندي الألماني وكان فريداً من نوعه مقارنةً مع غيره من العلاقات بين دول المحور. وقد وقعت فنلندا حلف مناهضة الكومينترن الأمر الذي جعلها حليفاً لألمانيا في الحرب ضد الاتحاد السوفياتي. ولكن خلافاً لبقية دول «المحور» لم توقع فنلندا قط على الاتفاق الثلاثي وهكذا بحكم القانون لم تكن فنلندا يوماً من دول المحور. في مؤتمر طهران سنة 1942، تفهم قادة الحلفاء بأن فنلندا تخوض حرباً منفصلة ضد الاتحاد السوفياتي وأن ذلك لم يكن موجهاً بأي حال من الأحوال ضد الحلفاء الغربيين. فقد كان الاتحاد السوفياتي الدولة الوحيدة من الحلفاء التي قامت فنلندا بعمليات عسكرية ضدها. وبخلاف دول المحور الأخرى كانت فنلندا ديمقراطية برلمانية خلال الفترة 1939-1945. أصبح كارل غوستاف إميل مانرهايم قائد القوات المسلحة الفنلندية خلال حربي الشتاء والاستمرار رئيساً لفنلندا بعد الحرب. أبرمت فنلندا عقد سلام منفصل مع الاتحاد السوفياتي في 19 يوليو 1944، وكانت الدولة الوحيدة المتاخمة للاتحاد السوفياتي في أوروبا التي حافظت على استقلالها بعد الحرب.

## الحرب الباردة
في عام 1950 كانت نصف العمالة الفنلندية تشتغل في قطاع الزراعة، وثلثها يعيش في المدن الحضرية. سرعان ما اجذبت الوظائف الجديدة في مجالات التصنيع والخدمات والتجارة الناس نحو المدن. انخفض متوسط الإنجاب للمرأة من ذرورة طفرته 3.5 في عام 1947 إلى 1.5 في عام 1973. وعندما دخل مواليد تلك الطفرة ضمن القوى العاملة، لم يولد الاقتصاد فرصاً للعمل بالسرعة الكافية، فهاجر مئات الآلاف إلى السويد الأكثر تصنيعا، بلغت الهجرة ذروتها عامي 1969 و1970 (يتحدث اليوم 4.7 % من السويديين بالفنلندية). اجتذبت دورة هلسنكي الأولمبية سنة 1952 زواراً من أنحاء العالم.
احتفظت فنلندا بدستور ديمقراطي واقتصاد حر خلال حقبة الحرب الباردة. فرضت المعاهدات الموقعة مع الاتحاد السوفياتي في عامي 1947 و1948 التزامات وقيود على فنلندا إلى جانب التنازلات عن الأراضي. ألغت فنلندا كلا المعاهدتين بتفكك الاتحاد السوفياتي عام 1991، في حين تركت الحدود دون تغيير. رغم أن كونها جارة للاتحاد السوفياتي القوي أفضى أحياناً إلى قلق مفرط الحذر بشأن السياسة الخارجية («الفنلدة»)، طوّرت فنلندا تعاوناً توثيقاً مع بلدان الشمال الأخرى وأعلنت حيادها بشأن سياسات الدول العظمى.
في عام 1952، دخلت فنلندا وبلدان المجلس الشمالي في اتحاد جواز السفر، فسـُمح لمواطنيها بعبور الحدود بدون جوازات سفر، وبـُعيد ذلك أيضا بالعمل وطلب استحقاقات الضمان الاجتماعي في بلدان أخرى. استغل العديد من الفنلنديين هذه الفرصة لتأمين أجور أفضل في السويد بالخمسينات والستينات، فهيمنوا على الموجة الأولى من العمال المهاجرين إلى السويد في فترة ما بعد الحرب. رغم أن الأجور ومستوى المعيشة في فنلندا لم ينافسا تلك التي في السويد الغنية حتى سنوات الثمانينات، نهض الاقتصاد الفنلندي من رماد الحرب العالمية الثانية على نحو بارز، فنتج عن ذلك إضافة دولة رفاه اجتماعي أخرى على الطراز الشمالي.
رغم اتحاد جواز السفر مع السويد والنرويج والدنمارك وأيسلندا لم تتمكن فنلندا من الانضمام لمجلس الشمال حتى عام 1955 للمخاوف السوفياتية من اقتراب فنلندا كثيراً من الغرب. فقد كان الاتحاد السوفياتي يرى آنذاك في مجلس الشمال جزءاً الناتو الذي كانت الدنمارك والنرويج وآيسلندا من أعضاءه. انضمت فنلندا في نفس العام للأمم المتحدة، رغم ارتباطها من قبل بعدد من منظماتها المتخصصة. كان أول سفير فنلندي لدى الأمم المتحدة غ.أ. غريبنبيرغ (1956-1959)، تلاه رالف إنكل (1959-1965)، ماكس ياكوبسون (1965-1972)، آرنو كارهيلو (1972-1977)، إلكا باستينن (1977-1983)، كيو كورهونن (1983-1988)، كلاوس تورنود (1988-1991)، فيلهلم بريتنشتاين (1991-1998) ومارياتا راسي (منذ 1998). في عام رُشح ماكس ياكوبسون لمنصب الأمين العام للأمم المتحدة. في حدث آخر مهم من عام 1955، قرر الاتحاد السوفياتي إعادة شبه الجزيرة بوركالا إلى فنلندا، والتي أُجـّرت للاتحاد السوفياتي في عام 1948 لمدة 50 عاماً كقاعدة عسكرية، وهو وضع كان يهدد سيادة فنلندا وحيادها إلى حد ما.
- 1995 أصبحت فنلندا عضواً في الاتحاد الأوروبي.